# Jesús Huerta de Soto
Jesús Huerta de Soto Ballester (Madrid, 23 december 1956) is een van de meest prominente vertegenwoordigers van de moderne Oostenrijkse economische school. Hij is eveneens een Spaans politiek filosoof en hij is hoogleraar politieke economie aan de Universiteit Rey Juan Carlos in Madrid. Hij bezit twee doctoraten: een in rechtsgeleerdheid uit 1984 en een in economie uit 1992, beide behaald aan de Complutense Universiteit van Madrid. Hij kreeg een beurs van de Spaanse centrale bank en studeerde aan Stanford-universiteit, waar hij zijn MBA behaalde.

## Werk en carrière

### Hoogleraarschap
In 1979 werd Huerta de Soto hoogleraar politieke economie aan de faculteit rechtsgeleerdheid van de Universidad Complutense in Madrid. Sinds 2000 is hij hoogleraar politieke economie aan de faculteit rechtsgeleerdheid en sociale wetenschappen van de Universiteit Rey Juan Carlos in Móstoles, nabij Madrid. Bovendien doceert hij aan dezelfde universiteit sinds oktober 2007 het enige officiële masterprogramma in economie volgens de principes van de Oostenrijkse school dat geaccrediteerd en erkend is in de volledige Europese Unie. Hij begon met dit programma om de inzichten van de Oostenrijkse school te verspreiden in Europa en de rest van de wereld.

### Academisch werk
Sinds mei 2004 is hij stichtend redacteur van het academische tijdschrift Marktprocessen: Europees Tijdschrift voor Politieke Economie, dat tweemaal per jaar artikels over de Oostenrijkse school in de officiële talen van de Europese Unie publiceert. Huerta de Soto heeft verscheidene academische bijdragen geleverd, waaronder zijn boek "Private Pensioenplannen", waarvoor hij de Koning Juan Carlos Internationale Prijs voor Economie kreeg in 1983.
Huerta de Soto is ook een lid van het Ludwig von Mises Instituut; hij heeft de Fundación Instituto Madrileño de Estudios Avanzados (IMDEA), Ciencias Sociales (het Madrileens Instituut voor Gevorderde Studies, Sociale Wetenschappen) financieel ondersteund en is ondervoorzitter van de Mont Pelerin Society (2000-2004). Hij zetelt in de redactieraad van the Quarterly Journal of Austrian Economics, the Journal of Markets and Morality en het tijdschrift New Perspectives on Political Economy. Hij is eveneens een mede-oprichter van de Sociedad para el Estudio de la Acción Humana (Centrum voor de Studie van Menselijke Acties). Hij werkt daarenboven zeer nauw samen met het Juan de Mariana Instituut in Madrid.

### Erkenning
In 2009 schonk de Francisco Marroquin Universiteit Huerta de Soto zijn eerste eredoctoraat. Al snel kreeg hij een tweede eredoctoraat van de Alexander Jan Cuza-universiteit van Iași, Roemenië (2010) en in Moskou een derde van de Financiële Universiteit onder de Regering van de Russische Federatie (2011), een instelling die in 1919 is opgericht door Lenin. Naast andere internationale academische onderscheidingen, ontving hij de Adam Smith Award geschonken door het CNE (Centre for the New Europe) van Brussel (2005), de Franz Cuhel Memorial Prize for Excellence in Economic Education geschonken door de Universiteit voor Economie in Praag (2006), de Gary G. Schlarbaum Prize for Liberty (Salamanca, 2009), en de medaille van de Foment del Treball Nacional (Barcelona, 2009). Ten slotte kreeg hij op 21 juni 2013 de Gouden Hayek Medaille aan de Universiteit van Göttingen (Duitsland).

### Onderzoek
Huerta de Soto heeft verscheidene intellectuele bijdragen geleverd die alom erkend worden. Zo ontwikkelde hij zijn onderzoek over ondernemerschap en de onmogelijkheid van socialisme in zijn boek Socialism, Economic Calculation, and Entrepreneurship (2010). Daarnaast bestudeerde hij de Oostenrijkse theorie over economische cycli in zijn boek Money, Bank Credit, and Economic Cycles, en bestudeerde hij de theorie van dynamische efficiëntie in zijn boek The Theory of Dynamic Efficiency. Hij is ervan overtuigd dat een analyse van de sociale realiteit slechts mogelijk is wanneer de volgende drie benaderingen worden gecombineerd:
- de theoretische (von Mises),
- de historisch-evolutionaire (Hayek)
- en de ethische (Rothbard).

De werken van Jesús Huerta de Soto zijn vertaald in eenentwintig talen, waaronder het Russisch, Chinees, Japans en Arabisch. Ideologisch gezien beschouwt professor Huerta de Soto het anarchokapitalisme als superieur ten opzichte van het klassiek liberalisme. Hij verdedigt eveneens de noodzaak van een complete economische liberalisering en een totale herdenking van het huidige financiële systeem: een nieuwe goudstandaard en een verplichting voor de banken om 100% van de deposito’s in reserve te houden. Hij deelt het standpunt met andere denkers zoals Murray Rothbard dat de school van Salamanca in de Spaanse Gouden Eeuw een filosofische, juridische en economische voorloper was van de Oostenrijkse school in het algemeen, en van het economisch liberalisme in het bijzonder en dat de school van Salamanca de wieg was van wat we vandaag de “economische wetenschap” noemen. In het veld van de toegepaste economie is Huerta de Soto’s verdediging van de euro welbekend. Hij beschouwt de eenheidsmunt als een alternatief voor de goudstandaard, die politici, bureaucraten en belangengroepen in toom kan houden.
Huerta de Soto is erin geslaagd een aanzienlijke groep van jonge academici en volgers op te leiden, onder wie de volgende doctors: Philipp Bagus, Miguel Ángel Alonso Neira, David Howden, Gabriel Calzada, Javier Aranzadi del Cerro, Óscar Vara Crespo, Adrián Ravier, Juan Ramón Rallo, Miguel Anxo Bastos Boubeta en María Blanco.

### Politiek
Sinds 2011 is Huerta de Soto lid van de Partido de la Libertad Individual (P-Lib).

## Boeken
- (es) Planes de pensiones privados. Editorial San Martin, Madrid (1984), pp. 294. ISBN 9788471402226. * Lecturas de economía política, ed. (3 vols., 1984-1987)
- (en) Socialism, Economic Calculation, and Entrepreneurship. E. Elgar, Cheltenham (UK); Northampton (MA, USA) (2010), pp. 310. ISBN 9781849800655. (Origineel als Socialismo, cálculo económico y función empresarial
- (es) Estudios de economía política, 2a. Madrid Unión Editorial (2004), 342. ISBN 9788472094086.
- (es) Dinero, Crédito Bancario y Ciclos Económicos, 5a. Unión Editorial, Madrid (2011), pp. 685. ISBN 9788472095472.[12]
- (es) La escuela austríaca: mercado y creatividad empresarial. Editorial Síntesis, Madrid (2000), pp. 203. Series: Historia del pensamiento económico.
- (es) Nuevos estudios de economía política, 2a. Madrid Unión Editorial (2007), pp. 494. ISBN 9788472094406. Series: Nueva biblioteca de la libertad
- (es) Ahorra y previsión en el seguro de vida. Union Editorial (2006), pp. 312. ISBN 9788472094376.
- (en) The Theory of Dynamic Efficiency. Routledge, London (2009), 359. ISBN 9780415427692.